# Bombardier Global 6000

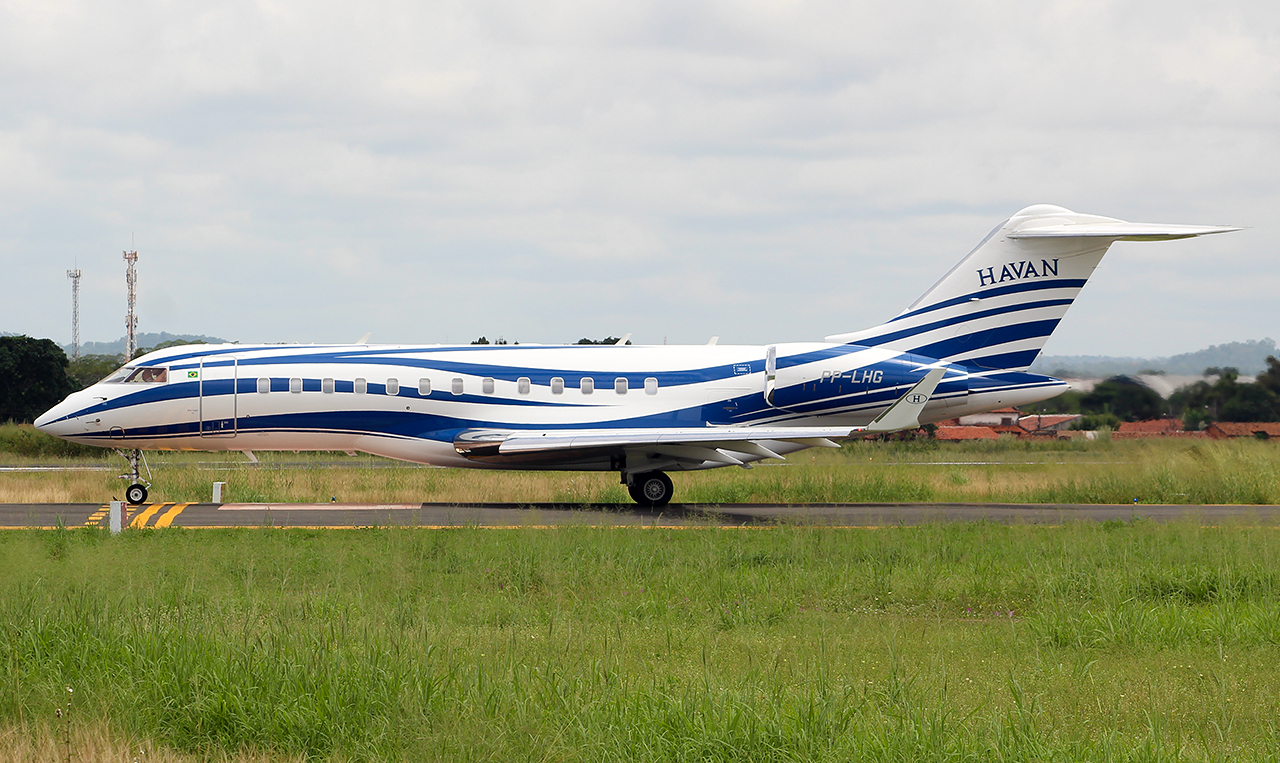
Bombardier BD-700-1A10 Global 6000 PP-LHG Havan no Aeroporto de Teresina THE-SBTE

O Global 6000 é uma sofisticada aeronave bimotor executiva de alta performance, de grande porte e de alcance intercontinental, com motorização turbofan e com capacidade para transportar com muito conforto 15 ou 18 passageiros, dependendo da configuração adotada, fabricada no Canadá pela Bombardier Aerospace, que utilizou como base os projetos de sucesso comercial dos jatos regionais da família CRJ Canadair e do jato executivo Bombardier Challenger, com um grande número de mudanças e aprimoramentos que o tornou um projeto de aeronave quase completamente novo, com aerodinâmica refinada e de grande alcance.
A rigor, o Global 6000 é uma versão atualizada e melhorada dos sofisticados Global Express e Global Express XRS, são aeronaves bem parecidas.

## Características
O Global 6000 e o Global 5000 são semelhantes no design externo e interno, mas o Global 6000 é um pouco maior, tem motorização mais potente e alcance maior.
A construção das asas enflechadas de perfil supercrítico e da espaçosa fuselagem do Global 6000 é convencional em alumínio e ligas metálicas.
O Global 6000 impressiona observadores e usuários pelo tamanho, pela beleza, pelo conforto, pela elevada sofisticação dos sistemas hidráulico, elétrico, mecânico e eletrônico e pelo grande alcance de cerca de 10.800 quilômetros ( lotado / 75% potência / com reservas).

## Mercado

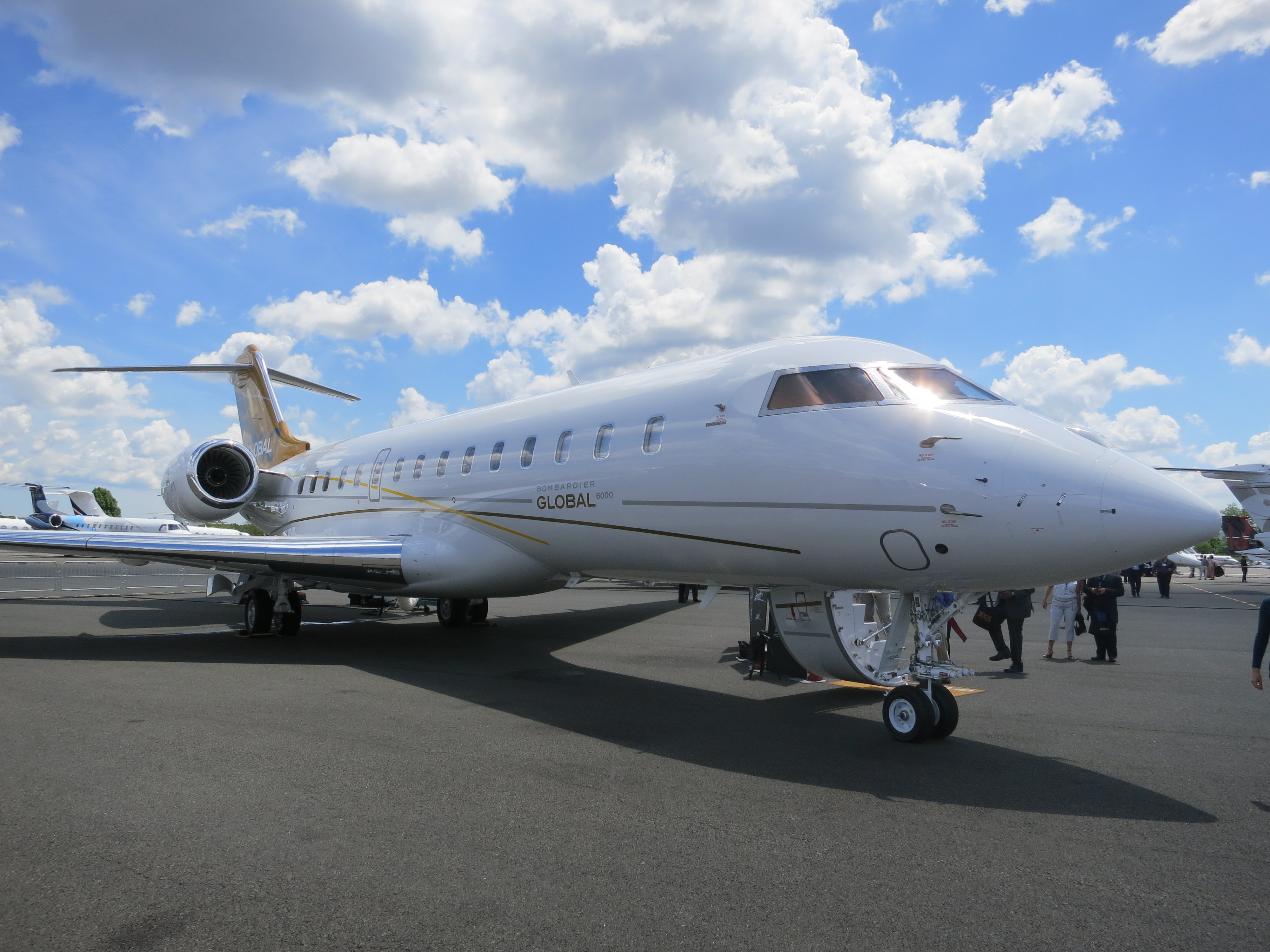
Global 6000
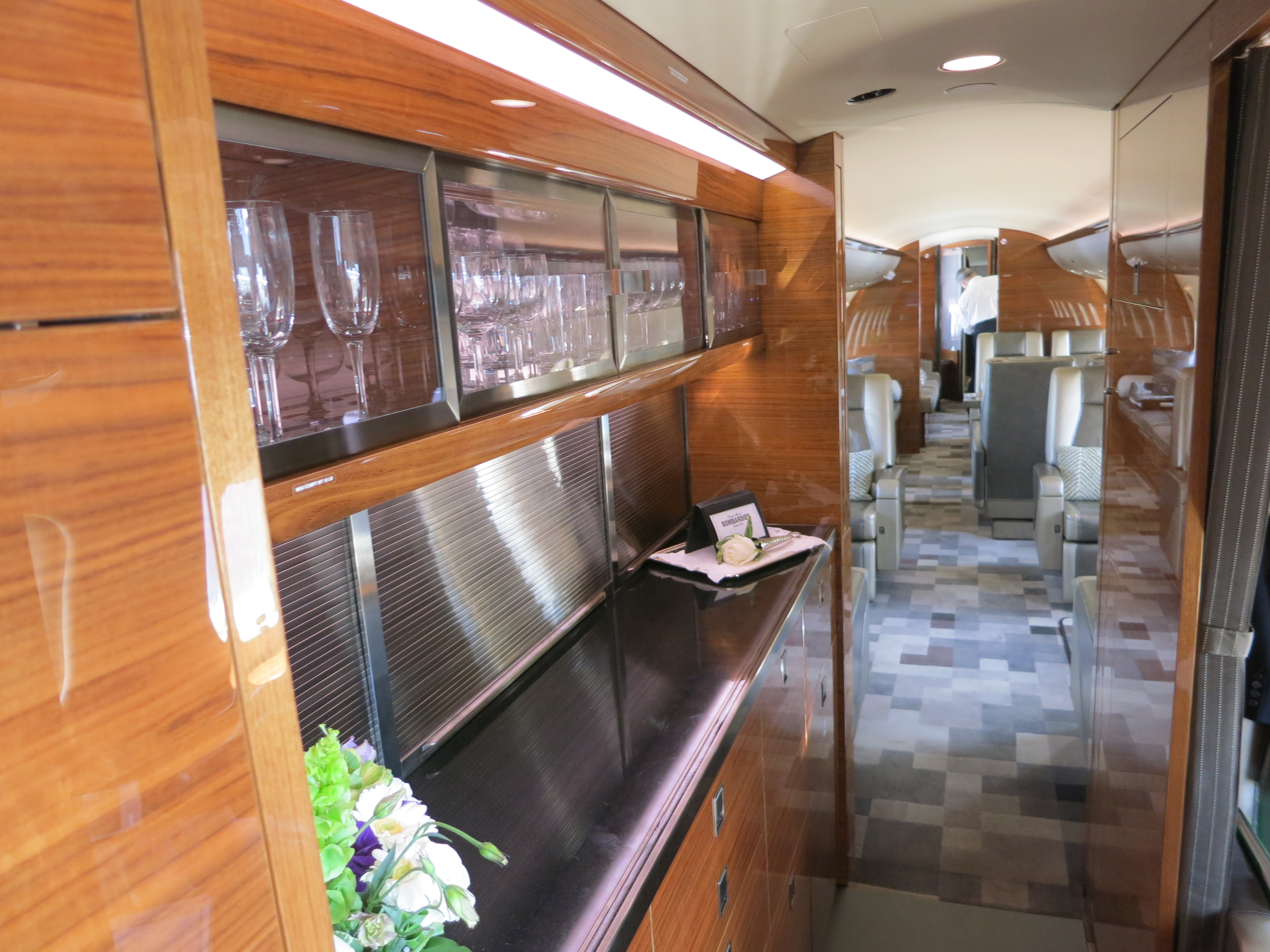
Galley completa

O Global Express, lançado na década de 1990, competia diretamente com o sofisticado Gulfstream V da General Dynamics. Posteriormente, na década de 2000, a versão aprimorada Global Express XRS competia diretamente com o Gulfstream G550 da General Dynamics.
O jato executivo Global 5000 da Bombardier é um derivado do Global Express, mas o Global 5000 tem uma fuselagem um pouco menor e compete diretamente com o Gulfstream G450.

## Tecnologia

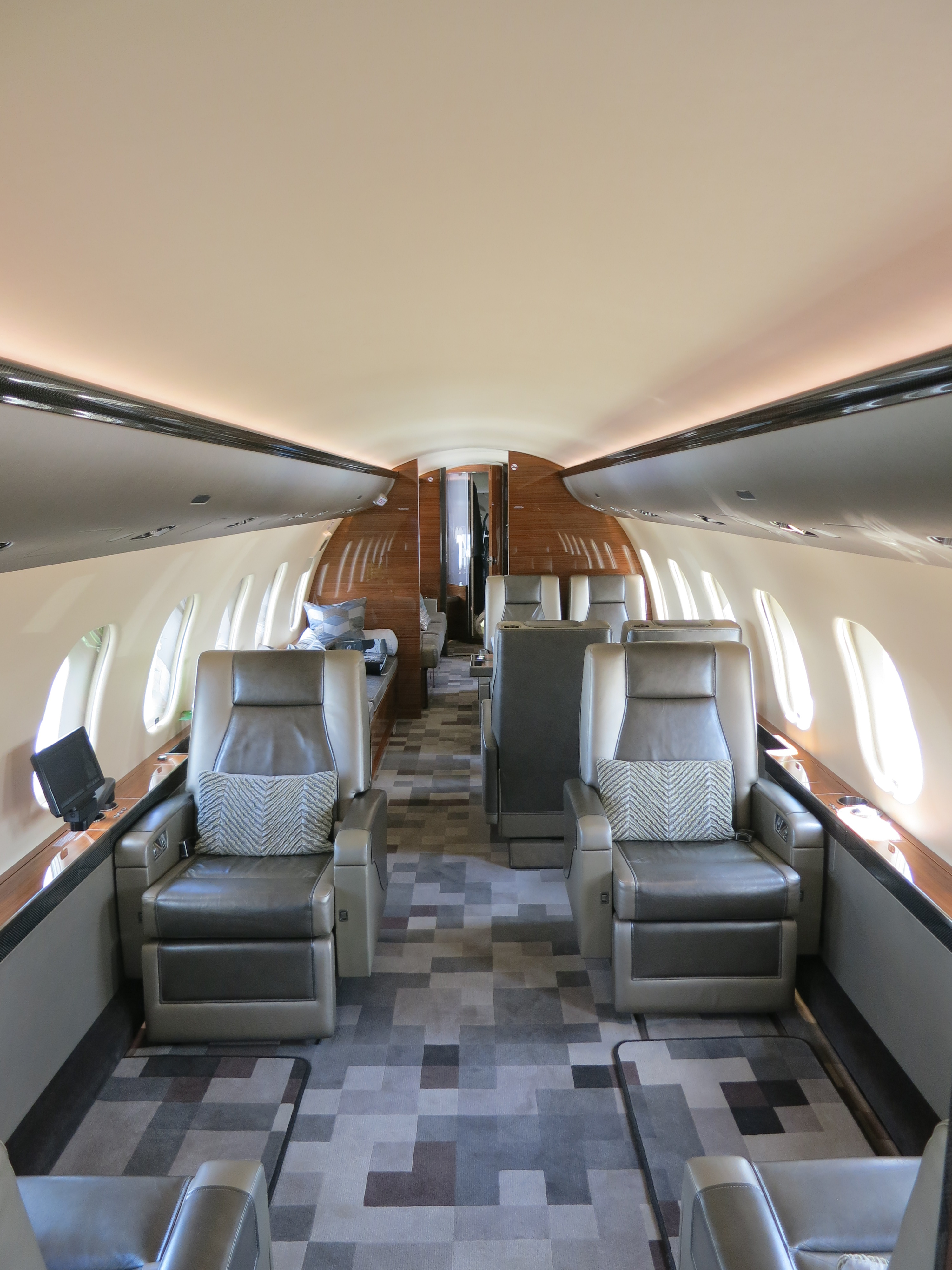
Cabine de passageiros
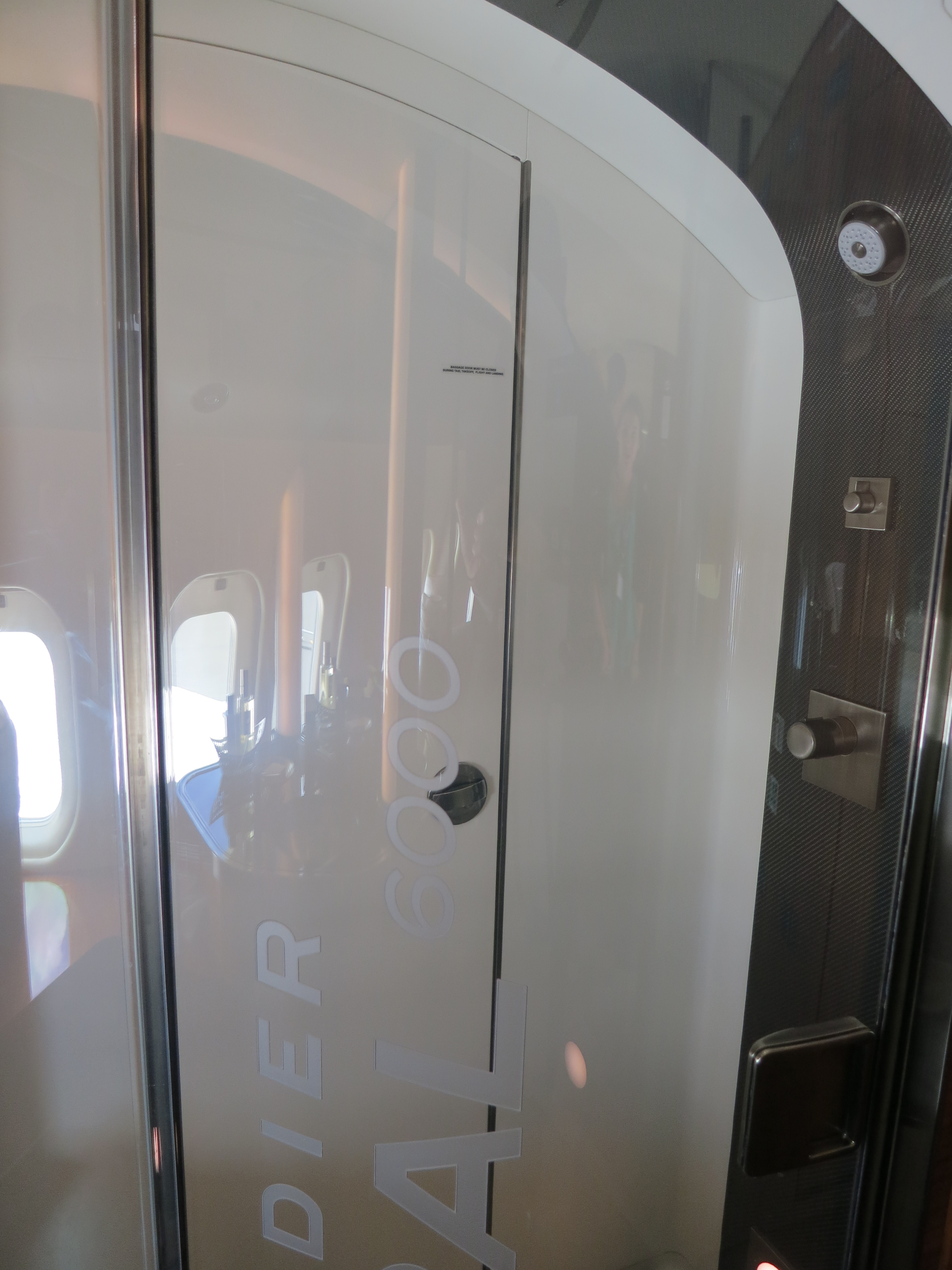
Toalete com mini-ducha

Lançado há poucos anos, o Global 6000 oferece ao seu exigente usuário o que existe de mais avançado em aviônicos e itens de conforto, como um toalete para tripulantes e outro espaçoso toalete para passageiros , tv por assinatura via satélite, acesso via satélite a Internet, telefone por satélite, fax, forno de microondas, forno elétrico, refrigerador para bebidas, cd player e DVD player, mini-ducha para banhos rápidos (opcional), guarda-roupas compacto, etc.
Todas essas facilidades e conveniências podem ser utilizadas e acessadas por tempo indeterminado e com a aeronave ainda no solo, com os motores desligados, incluindo o sistema de ar-condicionado alimentado pela eletricidade gerada pela APU (Auxiliary Power Unit), uma unidade independente fornecedora de energia.
O altíssimo nível de tecnologia em aviônicos no Global 6000 chega a um ponto extremo de oferecer um equipamento chamado EVS (Enhanced Vision System), que permite ao piloto visualizar à noite, na tela, como se fosse de dia, o terreno sobrevoado, incluindo o aeroporto de destino.
O EVS está conjugado a outros equipamentos também no estado da arte, incluindo o chamado HUD (Head Up Display), que permite ao piloto perceber o eixo da pista de pouso em aproximações com espessa neblina / nevoeiro ou chuva leve, de dia ou à noite.

## Variantes
- Global Express - o modelo original que deu origem a gama de aeronaves global.
- Global 6000 - formalmente oferecido como Global XRS, até maio de 2011.
- Global 5000
- Global 7000
- Global 8000
- Raytheon Sentinel R1 - aeronave de vigilância que usou a estrutura do modelo e que foi equipado pela Raytheon Company.
- E-11A - designação de quatro aeronaves Global Express usados pela Força Aérea dos Estados Unidos como aeronave de comunicações de campo de batalha.[11]

Dados de: Defense Industry Daily Wikipédia anglófona.

## Ficha técnica
Global 6000
- Motorização (potência): 2 X Rolls Royce 710 (14.750 libras / cada);
- Comprimento: Aprox. 30,3 metros;
- Pista de pouso: Aprox. 1.999 metros (lotado / dias quentes / tanques cheios);
- Peso máximo decolagem: Aprox. 45.500 kg;
- Consumo médio (QAV): Aprox. 2.100 litros / hora (lotado / 75% potência);
- Consumo médio (QAV): Aprox. 0,13 litro / passageiro / km voado;
- Capacidade: 15 ou 18 passageiros;
- Velocidade de cruzeiro: Aprox. 900 km/h;
- Teto de serviço: Aprox. 15.000 metros;
- Alcance: Aprox. 10.800 quilômetros (lotado / 75% potência / com reservas);
- Preço: Aprox. US$ 55 milhões (novo)

Global Express XRS
- Motorização (potência): 2 X Rolls Royce BR 710 (14.750 libras / cada)
- Comprimento: Aprox. 30,3 metros;
- Pista de pouso: Aprox. 1.999 metros (lotado / dias quentes / tanques cheios);
- Peso máximo decolagem: Aprox. 44.450 kg;
- Consumo médio (QAV): Aprox. 2.100 litros / hora (lotado / 75% potência);
- Consumo médio (QAV): Aprox. 0,13 litro / passageiro / km voado;
- Capacidade: 15 ou 18 passageiros;
- Velocidade de cruzeiro: Aprox. 900 km/h;
- Teto de serviço: Aprox. 15.000 metros;
- Alcance: Aprox. 10.800 quilômetros (lotado / 75% potência / com reservas);

Global 5000
- Motorização (potência): 2 X Rolls Royce BR710 (14.750 libras / cada);
- Comprimento: Aprox. 29,4 metros;
- Pista de pouso: Aprox. 1.850 metros (lotado / dias quentes / tanques cheios);
- Peso máximo decolagem: Aprox. 39.800 kg;
- Capacidade: 15 ou 18 passageiros;
- Velocidade de cruzeiro: Aprox. 900 km / h;
- Teto de serviço: Aprox. 15.000 km;
- Alcance: Aprox. 8.000 quilômetros (lotado / 75% potência / com reservas);
- Consumo médio (QAV): Aprox. 2.100 litros / hora (lotado / 75% potência);
- Consumo médio (QAV): Aprox. 0,13 litro / passageiro / km voado;